# Chabestán

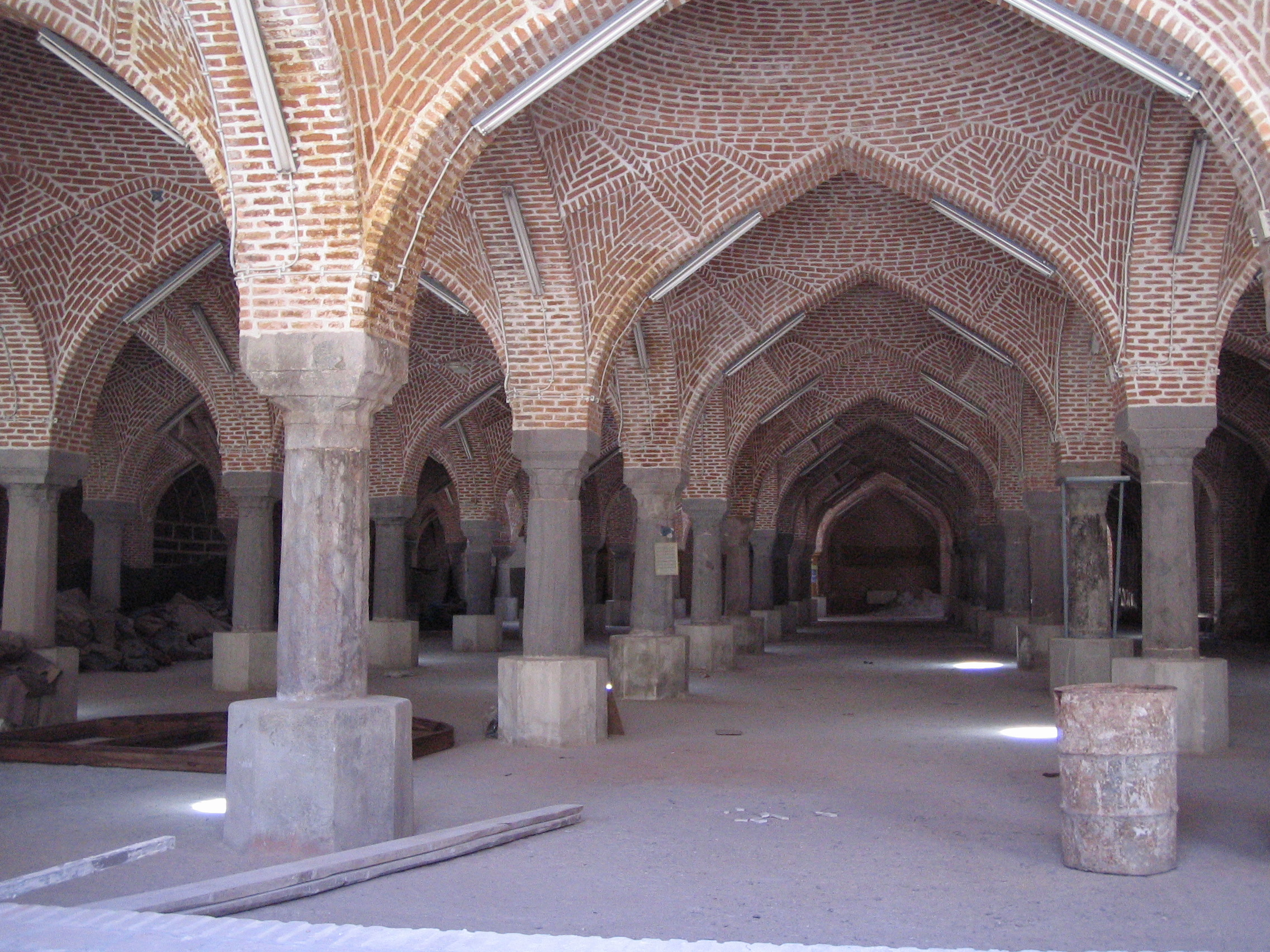
Chabestán de Yama Masyid de Tabriz: como Tabriz no tiene un clima cálido, el chabestán aquí no se construyó bajo tierra.

Un chabestán, shabestán o shabistán (en persa: شبستان ; persa antiguo xšapā.stāna) es un espacio subterráneo que puede hallarse generalmente en la arquitectura tradicional de mezquitas, casas o escuelas en el antiguo Irán.
Tales espacios eran usados generalmente durante los veranos y podían ser ventilados por captadores de vientos o viajes de agua.
Durante el Imperio Sasánida y los subsiguientes períodos islámicos, el término "chabestán" se refería también a las habitaciones internas de los sahs, en donde residían sus concubinas. Posteriormente, estas estructuras recibieron el nombre de zanāneh (زنانه; residencia femenina), andaruni (اندرونی; zona privada interior) y haram (حرم; del árabe harén).

## Enfriamiento

Torre eólica y viaje de agua utilizados para el enfriamiento.

Un chabestán puede enfriarse usando un viaje de agua en conjunto con un captador de viento. El captador de viento es una estructura similar a una chimenea que se coloca sobre las casas; tiene cuatro aberturas, de las cuales la opuesta a la dirección del viento se abre para sacar el aire de la casa. El aire que entra es extraído de un viaje de agua bajo la casa. El flujo de aire a través de la abertura en el eje vertical crea una presión más baja (véase efecto Bernoulli) y hala aire frío desde el túnel del viaje de agua debajo de la casa. El aire del viaje de agua es introducido en el túnel a cierta distancia y se enfría por el contacto con las paredes frías del túnel o con el agua fría, así como por la liberación del calor latente de la evaporación a medida que el agua se evapora en la corriente de aire. En climas desérticos secos, esto puede resultar en una reducción de más de 15 °C de la temperatura del aire procedente del viaje de agua. Los captadores de viento y el enfriamiento por viaje de agua han sido utilizado en climas desérticos durante más de 1000 años.